# Aderus diversimembris
Aderus diversimembris es una especie de coleóptero de la familia Aderidae. Fue descrita científicamente por Maurice Pic en 1954.

## Distribución geográfica
Habita en China.